# Vladimir Kouznetsov (acteur, né en 1943)
Pour les articles homonymes, voir Vladimir Kouznetsov et Kouznetsov.
Vladimir Alekseïevitch Kouznetsov (en russe : Владимир Алексеевич Кузнецов), né en 1943 à Troïtsk dans l'oblast de Tcheliabinsk et mort le 12 mai 2023 à Moscou, est un acteur et scénariste[réf. nécessaire] soviétique puis russe. Diplômé de l'école du studio MXAT en 1969, il rejoint la même année la compagnie de théâtre Lenkoma. Il enchaîne alors plusieurs rôles dans des pièces comme Zhestokikh Igrakh, Zvezda i smert Khoakina Muryety et Diktature Sovesti.

## Filmographie
- 1957 : Urok istorii (A Lesson in History ou In the Face of the World) : Prokurorat Verner
- 1969 : Chemins vers Lénine (Unterwegs zu Lenin) : Oskar Rivkin
- 1969 : Nepodsuden
- 1970 : Serdtse Rossii
- 1983 : Sred bela dnya
- 1984 : Vorota v nebo
- 1986 : Tikhoe sledstvie : Petelnikov
- 1990 : V polose priboya
- 1991 : Dom na peske
- 1992 : Plashchanitsa Aleksandra Nevskogo (The Shroud of Alexander Nevsk)
- 1993 : Navodneniye (The Flood)
- 1994 : Usnuvshiy passazhir : Ruzayev
- 2007 : Duska : Barkeeper in Hotel